# Cotis Tholus
Il Cotis Tholus è una struttura geologica della superficie di Venere.